# Солчино (Московская область)
Солчино — деревня в Фруктовском сельском поселении Луховицкого района Московской области. Деревня Солчино небольшая, в ней около 60 дворов. Население по данным 2006 года составляет 123 человека.
Солчино расположено на расстоянии 130 км от МКАД, в 10 км от Новорязанского шоссе (5,5 км по прямой). Ближайший населённый пункт посёлок Фруктовая. В деревне Солчино есть электричество и газ, так же новый магазин. Магазины находятся также вблизи железнодорожной станции Фруктовая в 1,5 км от деревни.

## История
Во время существования губерний деревня относилась к Зарайскому уезду Рязанской губернии. В 1929 году Зарайский уезд был преобразован в Луховицкий район и отошёл к Московской области. В Луховицком районе деревня принадлежала к Фруктовскому сельскому округу, который в 2004 году был преобразован в сельское поселение.
В 1879 году в Солчино была открыта начальная школа. В деревне также имелся небольшой колхоз, который состоял из трёх бригад. Деревня также славилась своей ветряной мельницей — смолоть зерно на муку приезжали крестьяне из многих окрестных сёл и деревень. В настоящее время в деревне практически все предприятия закрыты.

## Природа
В деревне находятся два небольших пруда, а также небольшой лес. Деревню окружают поля различных сельскохозяйственных организаций. В 2 км от деревни находится река Ока. Также деревня расположена на территории планируемого ландшафта «Окрестности города Коломны», который в будущем станет особо охраняемой природной территорией областного значения.

## Улицы

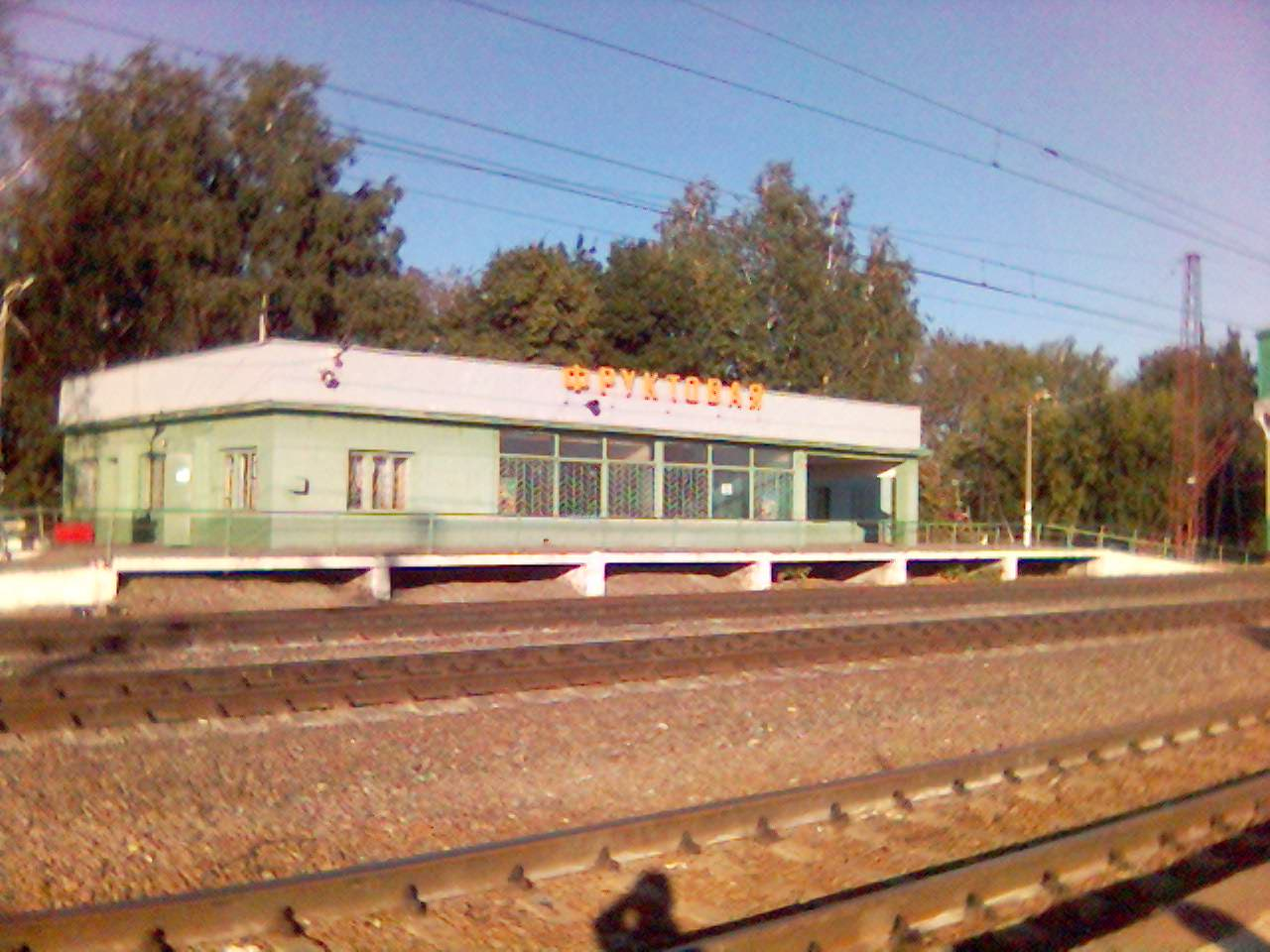
Станция Фруктовая

В деревне существуют (или существовали ранее) следующие улицы:
- Центральная улица
- Улица Брагина

Также в деревне 4 садоводческих товарищества: «Луч», «Вишенка», «Ока-1» (расположено по левую сторону от железной дороги).
СНТ «Железнодорожник», основанный после 2000 года.
Там же находится бывшее СНТ «Ока-2», основанное в 1991 году и ныне имеющее название ТСН «Ока-2».

## Расположение
- Расстояние от административного центра поселения — посёлка Фруктовая
  - 500 м на юго-восток от центра посёлка
  - 500 м по дороге от границы посёлка
- Расстояние от административного центра района — города Луховицы
  - 16,5 км на юго-восток от центра города
  - 17,5 км по дороге от границы города (по Новорязанскому шоссе и далее через Врачово и Врачово-Горки)
  - 22 км по дороге от границы города (через Красную Пойму, Двуглинково и Озерицы)

## Транспорт
- Автобусы от ж/д станции Фруктовая до г.о. Луховицы и г.о. Коломна
- Ж/д станция Фруктовая 2,5 км (2 км по прямой) 20 мин. ходьбы электричка идёт с Казанского вокзала

## Люди, связанные с деревней
- Преподобномученик иеромонах Иона (Санков)
- Смирнов, Алексей Максимович (1890—1942) — украинский советский режиссёр театра и кино.